# 圣日耳曼代普雷 (巴黎)

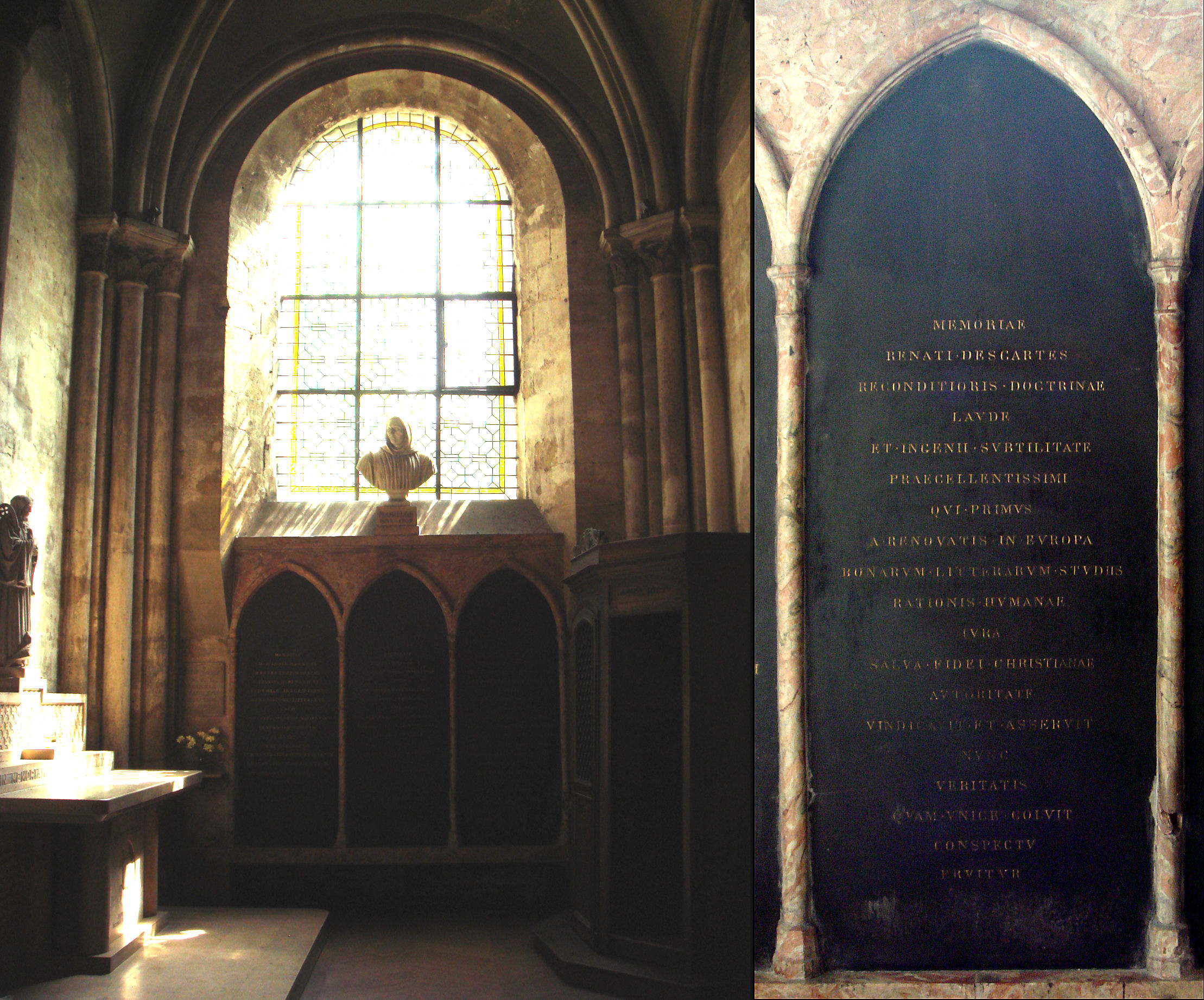
圣日耳曼德普雷区的勒奈·笛卡儿墓

圣日耳曼德普雷（Saint-Germain-des-Prés）是法国巴黎市第六区内的一个区域，位于圣日耳曼德普雷修道院附近一带。
圣日耳曼德普雷区拥有许多著名的咖啡馆，例如双叟咖啡馆（Les Deux Magots）和花神咖啡馆（Café de Flore），该区也是让-保罗·萨特和西蒙娜·德·波伏娃从事存在主义运动的中心。

## 交通
巴黎地铁在该区设有圣日耳曼代普雷站和Mabillon站。